# Ayyampalayam
Ayyampalayam é uma panchayat (vila) no distrito de Dindigul , no estado indiano de Tamil Nadu.

## Demografia
Segundo o censo de 2001,  Ayyampalayam  tinha uma população de 12,131 habitantes. Os indivíduos do sexo masculino constituem 50% da população e os do sexo feminino 50%. Ayyampalayam tem uma taxa de literacia de 62%, superior à média nacional de 59.5%; com 56% para o sexo masculino e 44% para o sexo feminino. 11% da população está abaixo dos 6 anos de idade.